# Strada Statale 76 della Val d’Esino
Die Strada Statale 76 della Val d’Esino ist eine italienische Staatsstraße in den Regionen Umbrien und Marken. Festgelegt wurde sie 1928 zwischen der SS3 bei Fossato di Vico und der SS16 nordwestlich von Falconara Marittima. Sie geht zurück auf die Strada nazionale 65. Die damalige Länge betrug 79,877 Kilometer. Auf Grund ihres Verlaufes am Fluss Esino erhielt sie den namentlichen Titel "della Val d’Esino".
Die Straße ist schrittweise autobahnähnlich ausgebaut worden und stellt zusammen mit der SS 318 eine Verbindung zwischen den Großstädten Perugia und Ancona her.